# Escitalopram
Escitalopram (Leksapro, Cipraleks, Seropleks, Leksamil, Leksam, Elicea) je antidepresiv iz klase selektivnih inhibitora preuzimanja serotonina (SSRI). On je odobren od strane FDA za lečenje odraslih osoba sa kliničkom depresijom. i generalizovanim anksioznim poremećajem
Escitalopram je S-stereoizomer (enantiomer) ranijeg Lundbeckovog leka citaloprama, odakle potiče ime escitalopram. Escitalopram je poznat po svojoj visokoj selektivnosti za inhibiciju preuzimanja serotonina. On poseduje tipične nuspojave SSRI klase: mučninu, probleme sa spavanjem, seksualne probleme i generalni umor..

## Spoljašnje veze
Mediji vezani za članak Escitalopram na Vikimedijinoj ostavi

- Leksapro (Forest Laboratorija)
- Cipraleks (Lundbeck)
- Farmakološke informacije
- Cipla Medpro
- Escitalopram